# Cyclaspis mollis
Cyclaspis mollis är en kräftdjursart som beskrevs av Hale 1944. Cyclaspis mollis ingår i släktet Cyclaspis och familjen Bodotriidae. Inga underarter finns listade i Catalogue of Life.